# Turritopsis minor
Turritopsis minor är en nässeldjursart som först beskrevs av Nutting 1905.  Turritopsis minor ingår i släktet Turritopsis och familjen Oceanidae. Inga underarter finns listade i Catalogue of Life.